# МГС-сепаратор

СЕПАРАТОР МАГНІТОГІДРОСТАТИЧНИЙ (МГС-сепаратор) (рос. (МГС-сепаратор) сепаратор магнитогидростатический, англ. magnetic hydrostatic separator, нім. magnetohydrostatischer Scheider m) — апарат для мокрого збагачення корисних копалин, в якому вихідний матеріал розділяється на компоненти за їх густиною у рідині з парамагнітними властивостями, що знаходиться в неоднорідному магнітному полі. Виштовхувальна сила виникає внаслідок взаємодії парамагнетика з магнітним полем.
За призначенням розрізняють:
- — МГС-сепаратори періодичної дії для виділення мономінеральних фракцій з парамагнітною рідиною в замкненому об'ємі;
- — МГС-сепаратори для збагачення корисних копалин, що використовують для розділення робочий канал із проточною парамагнітною рідиною з розвантаженням продуктів збагачення цією ж рідиною.